# Recreativo Huelva
Real Club Recreativo de Huelva – hiszpański klub piłkarski z siedzibą w Huelwie, założony 23 grudnia 1889 i występujący obecnie w Segunda División B. Najstarszy klub piłkarski w Hiszpanii. Występował w nim polski napastnik Paweł Brożek.

## Historia
Klub został założony 23 grudnia 1889 w hotelu Casa Colón w Huelwie przez dra Williamsa Aleksandra Mackaya, Roberta Russella Rossa oraz grupę górników z kopalni Rio Tinto. Początkowo klub nosił nazwę Huelva Recreation Club, w późniejszym czasie nazywany był El Decano, dla podkreślenia faktu, iż jest to najstarszy klub w kraju. Recreativo po dobrym sezonie 2005/2006 doczekało się trzeciego w historii awansu do Primera División. Największym sukcesem w historii klubu był finał Copa del Rey w 2003, przegrany w Elche z RCD Mallorca 0:3. Co roku klub organizuje turniej Trofeo Colombino.

## Osiągnięcia
- występy w Primera División: 1978/1979, 2002/2003, 2006/2007, 2007/2008, 2008/2009
- finalista Copa del Rey: 2002/2003
- mistrzostwo Andaluzji: 1903, 1914